# Jean-Louis Duport

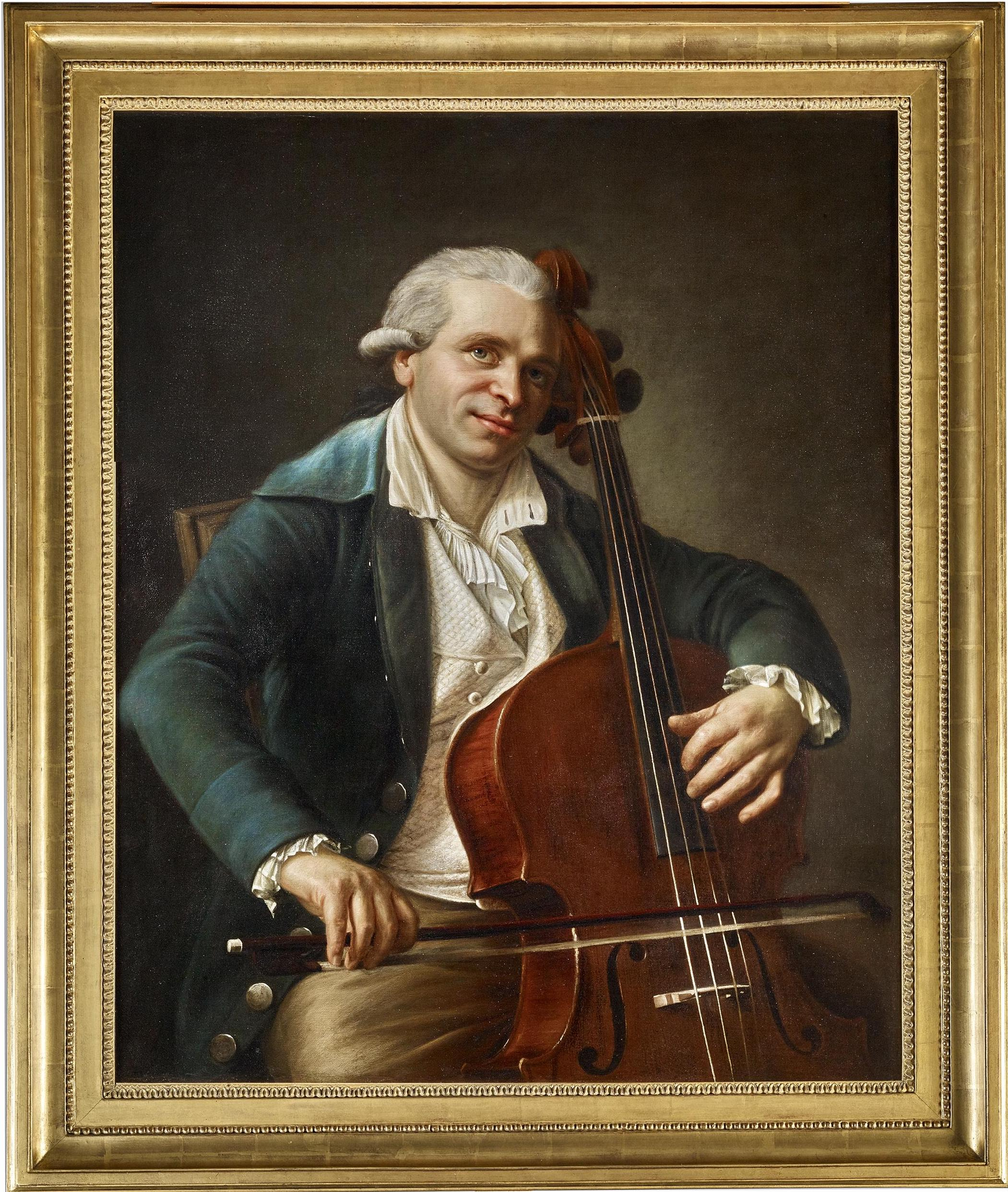
Jean-Louis Duport

Jean-Louis Duport (Parijs, 4 oktober 1749 – aldaar, 7 september 1819) was een Frans cellist en componist.
Net als zijn oudere broer Jean-Pierre, ook cellist, kreeg Jean-Louis les van Martin Berteau.
Hij maakte zijn concertdebuut in Concert Spirituel in Parijs in 1768. Hij vertrok vlak voor de Franse Revolutie naar het Pruisische hof, waar zijn broer Jean-Pierre Duport al sinds 1773 werkte. In tegenstelling tot zijn broer kwam Jean-Louis terug naar Parijs in 1806.
Vandaag de dag is Jean-Louis het meest bekend door zijn 21 etudes voor solocello uit het boek Essay over vingerzetting en bogen uit 1806. Samen met zijn broer was hij bevriend met Ludwig van Beethoven.
- Bibsys: 6020780
- Biblioteca Nacional de España: XX1785601
- Bibliothèque nationale de France: cb14785501h (data)
- Catàleg d'autoritats de noms i títols de Catalunya: 981058617300506706
- CiNii: DA11718214
- Gemeinsame Normdatei: 100465692
- International Standard Name Identifier: 0000 0000 8144 0032
- Library of Congress Control Number: n86002055
- Nationale Bibliotheek van Letland: 000299572
- MusicBrainz: 1adfa8ed-b12d-478f-a0ac-0afb2e610cbf
- Nationale Bibliotheek van Tsjechië: xx0012524
- Nationale bibliotheek van Australië: 35992461
- Nationale Bibliotheek van Israël: 987007285103705171
- Nederlandse Thesaurus van Auteursnamen: 09619989X
- Réseau des bibliothèques de Suisse occidentale: 02-A003198919
- Istituto Centrale per il Catalogo Unico: CFIV150024
- SNAC: w6dr33k4
- Système universitaire de documentation: 166668702
- Trove: 1176608
- Virtual International Authority File: 64270936
- WorldCat: E39PBJqqqMVGt4H76vHr6J94bd